# 陆行鸟与魔法绘本
《陆行鸟与魔法绘本》是h.a.n.d.开发，史克威尔艾尼克斯发行的任天堂DS冒险游戏。游戏于2006年12月在日本发行，2007年4月和5月在西方发行。《陆行鸟与魔法绘本》是最终幻想系列的衍生作品，主角为系列标志生物陆行鸟。游戏还重新使用了系列前作的音乐。游戏主流程中穿插了许多小游戏。评论对游戏评价正面，称赞游戏的创新与轻松自然。续作《陆行鸟与魔法绘本 魔女、少女与五勇者》于2008年12月在日本发行。

## 玩法
《陆行鸟与魔法绘本》融合了三种游戏类型——角色扮演、探索、卡牌对战。玩家先在3D环境中寻找画册；在找到画册后，玩家会被送入弹出式画册中完成小游戏，完成后通往下章故事的道路就会开启。画册情节取自《伊索寓言》和《格林童话》，玩家角色多扮演主角，其他最终幻想人物也会扮演故事角色。游戏世界散落有许多微游戏，这些游戏比小游戏更为简单。它们不同于小游戏，不位于弹出式画册中、不影响游戏世界、也非完成游戏所必需。
玩家在故事中，会参与“弹出决斗”的战斗。玩家在故事事件、小游戏、微游戏、其他角色处可获得卡牌，并用其组成牌组；玩家用牌组和游戏头目展开卡牌战斗。游戏还支持多人连线功能。玩家间也通过本地无线网或任天堂Wi-Fi，展开卡牌与小游戏对战。游戏支持2至4人合作对战或进行小游戏。

## 故事
希罗玛、库罗玛和陆行鸟们生活在和平的小岛上。一日，库罗玛带回来一册画册。然而在打开画册时，岛上的陆行鸟一个又一个的被吸入画册。原来书中封印了曾经毁灭大半个世界的魔王贝布兹。不过魔王并没有完全复活。玩家要操控一支陆行鸟，寻找散落的画册，救出里面的陆行鸟伙伴，并阻止贝布兹的复活。

## 开发
《陆行鸟与魔法绘本》于2006年第二季度公布。当初公开了主人公为陆行鸟、故事开场影片，以及画册世界的信息。官方之后公开了弹出决斗和更多故事信息。游戏由板鼻利幸率领20名员工，耗时一年创作。他们起初决定创作以陆行鸟为主角的游戏，市场调研显示，该角色在年轻玩家中最流行，而该年龄段最流行的系统是任天堂DS，故游戏最终设计于任天堂DS平台。
游戏大多配乐“借用自”其他最终幻想游戏，并重新艺术处理。游戏卡牌战斗音乐为《最终幻想》的战斗主题曲，玛格玛山的主题曲和该游戏古鲁古火山的配乐相同。游戏战斗胜利号角声和《VII》之前游戏的音乐相同。此外还有许多例子，如陆行鸟赛跑曲来自《最终幻想VII》、头目战斗曲来自《最终幻想VI》、希罗玛改编自《最终幻想IV》、结尾职员表为《最终幻想VIII》飞空艇曲、水晶房间主题曲等源自《最终幻想III》等。

## 评价
《陆行鸟与魔法绘本》日版于2006年年末——即发售两周后——售出7.8万套。游戏到2007年11月时，在欧洲和北美分别售出10万与7万。《陆行鸟与魔法绘本》所获评价总体积极。RPGamer称本作“呈现出各种各样的游戏选择，是一款非常独特的作品。游戏虽改编自最终幻想系列的巨大世界，却是尝试新鲜事物的新点子。”《Edge》称游戏为“成果尚可”。他们对视觉表示赞许，但称“手法和吸引力有限”。IGN称《陆行鸟与魔法绘本》为“出其有趣而迷人的体验”。GameSpot称，“这看起来或像又一款儿童游戏，但视觉糖衣包裹下，是许多的优质游戏”。

小游戏与弹出战斗获得好评。IGN称游戏“巧妙有趣”，卡牌战斗“事实上带来稍简单却有趣的挑战”。GameSpy也对小游戏和卡牌战斗表示称赞。RPGamer称赞了小游戏的量，并对卡牌战斗系统“印象深刻”。GameSpot观点相似，但标识某些小游戏令人丧气。游戏故事评价两极，称赞和批评幼稚的声音皆有存在。GameSpy称故事老梗，可以猜到接下来的发展。RPGamer称其为“轻松地故事”。IGN认为故事不大也不精细，却意外受资深玩家喜爱。在该网站的“任天堂Wii与DS小游戏合集”榜单中，《陆行鸟与魔法绘本》位居第8。